# Путиков, Олег Фёдорович
Олег Фёдорович Путиков (3 июня 1938, Ленинград — 30 марта 2024, Санкт-Петербург) — геофизик, доктор геолого-минералогических наук (1988), профессор (1990). Заслуженный работник высшей школы Российской Федерации (1998). Автор более 160 публикаций, 3 монографий. Последний декан геофизического факультета Ленинградского горного института (Санкт-Петербургский горный университет). Специалист в области геоэлектрохимии и геофизики, основоположник теории нелинейных геоэлектрохимических методов.

## Биография
Обучался в Ленинградском горном институте в потоке геофизического факультета ГФФ-55, который с отличием окончил в 1961 году. Работал инженером-геофизиком Краснохолмской экспедиции (Ташкент, 1961—1963), старшим геофизиком аэрогеофизической партии Западного геофизического треста. С 1965 — в Ленинградском горном институте в должностях ассистента, старшего преподавателя, доцента, профессора.
С 1987 по 1995 год являлся деканом геофизического факультета. В 1994—1995 факультет был расформирован, сохранилась только кафедра геофизических и геохимических методов поисков и разведки месторождений полезных ископаемых (в настоящее время — кафедра геофизики), где Олег Федорович продолжил работу в должности профессора.
Разработал метод полярографического каротажа и организовал его внедрение для контроля подземного выщелачивания урановых руд (Узбекистан и Таджикистан), для контроля загрязнения подземных вод на объектах сельскохозяйственного строительства в Ленинградской области. Руководил геоэлектрохимическими съёмками методом диффузионного извлечения элементов при поисках рудных месторождений и трубок взрыва в Ленинградской области и в Португалии, геофизическими исследованиями в скважинах ледникового покрова Антарктиды.
Разработал основы физико-математической теории нелинейных геоэлектрохимических методов. Путиков теоретически и экспериментально обосновал газово-пузырьковую конвективную модель формирования «струйных» ореолов рассеяния элементов, положенную в основу поиском глубокозалегающих рудных и нефтегазовых месторождений. Предложил использование лазерно-люминесцентного каротажа (ЛЛК) для изучения загрязнения вод в скважинах растворенными органическими веществами, в том числе нефтепродуктами, без отбора проб.
Олег Путиков читал лекции и вёл практические занятия по дисциплинам: «Геоэлектрохимия», «Теория поля», «Геофизические исследования скважин», «Геотермические методы», «Комплексная геофизика» и др. Олег Фёдорович подготовил 10 кандидатов наук, читал курсы лекций в Нидерландах, Канаде, Китае.
Соавтор издания Handbook of Exploration Geochemistry (Справочник по поисковой геохимии) (2000 г.). Соавтор научного открытия «Явление послойного течения масс льда ледникового покрова Антарктиды».
Похоронен на Серафимовском кладбище Санкт-Петербурга.